# XD Picture Card

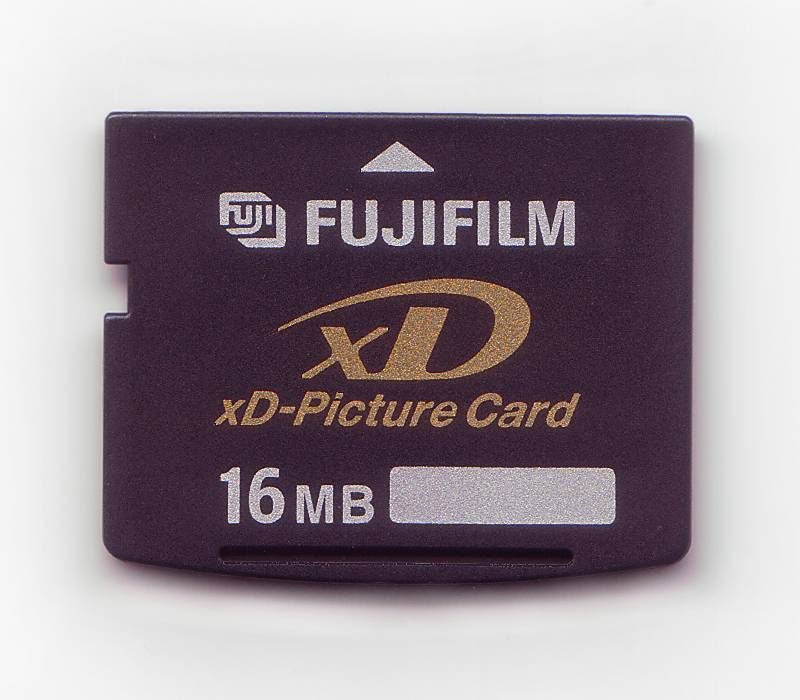
Karta pamięci xD o pojemności 16 MB

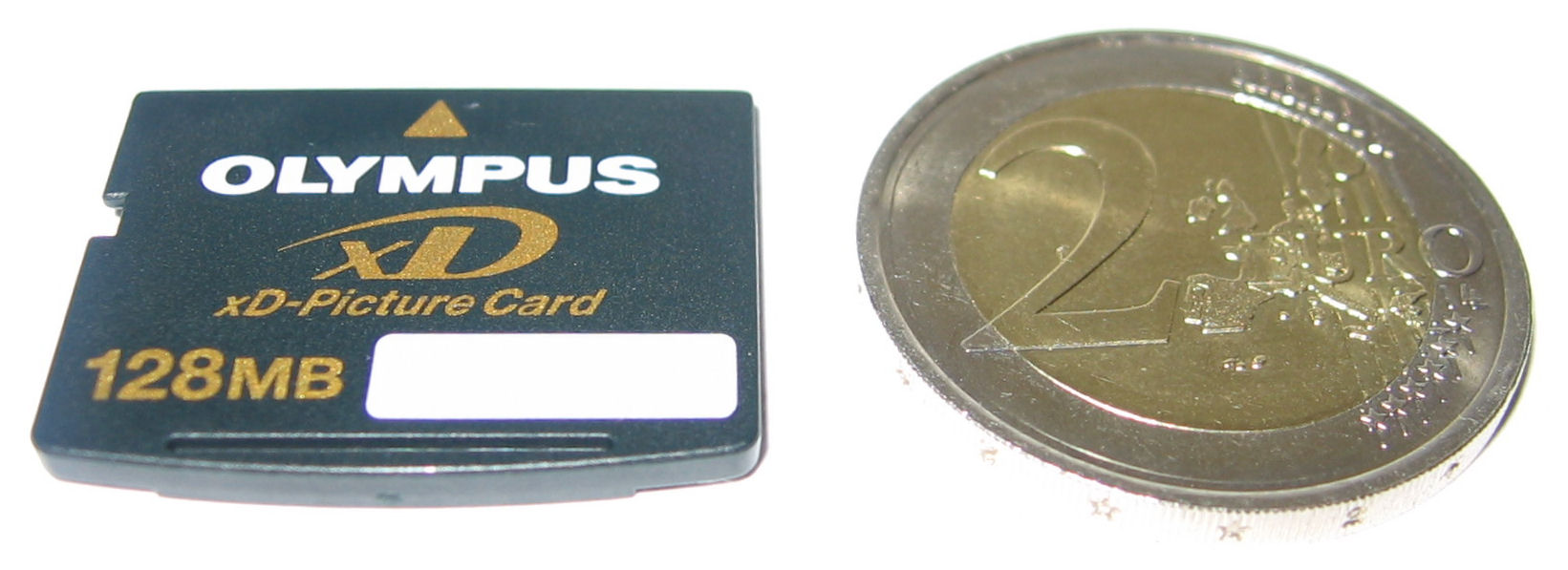
Karta pamięci xD Olympus o pojemności 128 MB w porównaniu z monetą 2 euro

Karta pamięci xD (ang. xD Picture Card) – karta pamięci flash stosowana dawniej głównie w aparatach cyfrowych Olympus i Fujifilm. xD jest skrótem od extreme Digital. Karty te zadebiutowały na rynku w lipcu 2002 r. Produkowały je Toshiba i Samsung dla Olympus i Fujifilm, a sprzedawały je również pod swoimi markami Kodak, SanDisk oraz Lexar. Ostatnim obsługującym je aparatem fotograficznym był Fujifilm FinePix F200EXR, który trafił na rynek w 2009 roku.

## Dane techniczne

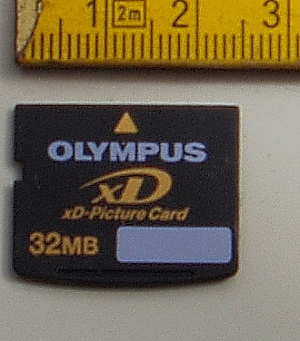
xD-Picture Card Olympus 32 MB

Z kart pamięci xD korzystały cyfrowe aparaty fotograficzne Olympus oraz Fujifilm, a także cyfrowe dyktafony Olympus. Fujifilm wyprodukował też odtwarzacz MP3 używający kart xD. Karty dostępne były w sprzedaży o pojemnościach 16 MB, 32 MB, 64 MB, 128 MB, 256 MB, 512 MB, 1 GB oraz 2 GB. Karta ma wymiary 20 × 25 × 1,78 mm (porównywalne ze znaczkiem pocztowym) i waży 2,8 g.

### Typ M, M+ i typ H (wycofany ze sprzedaży)

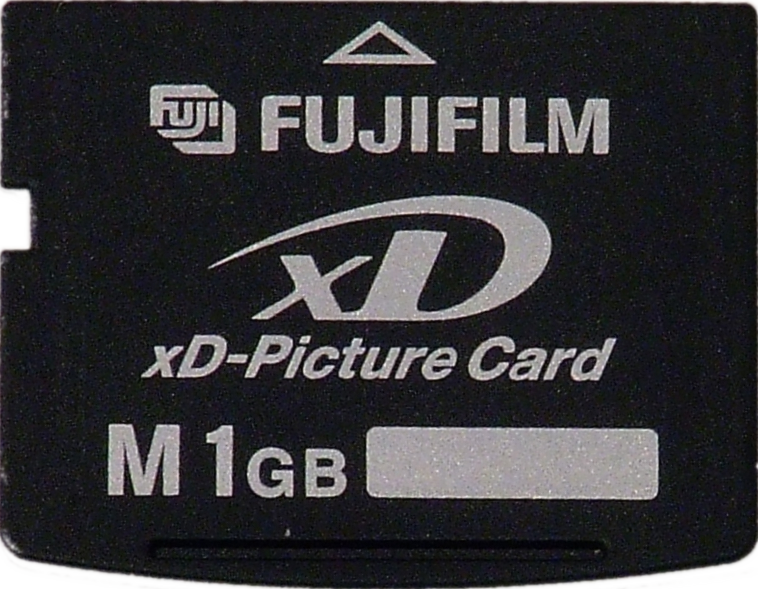
Karta pamięci xD typ M Fujifilm o pojemności 1 GB

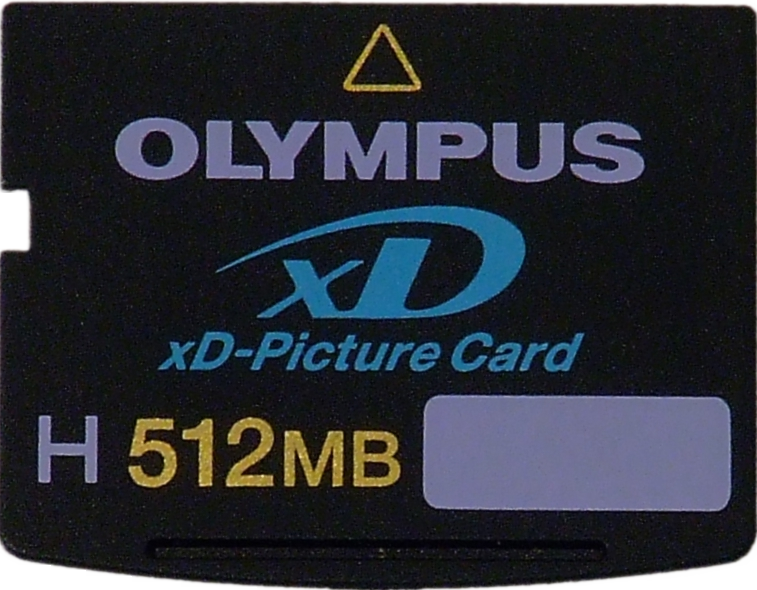
Karta pamięci XD typ H Olympus o pojemności 512 MB (wycofana z produkcji i sprzedaży)

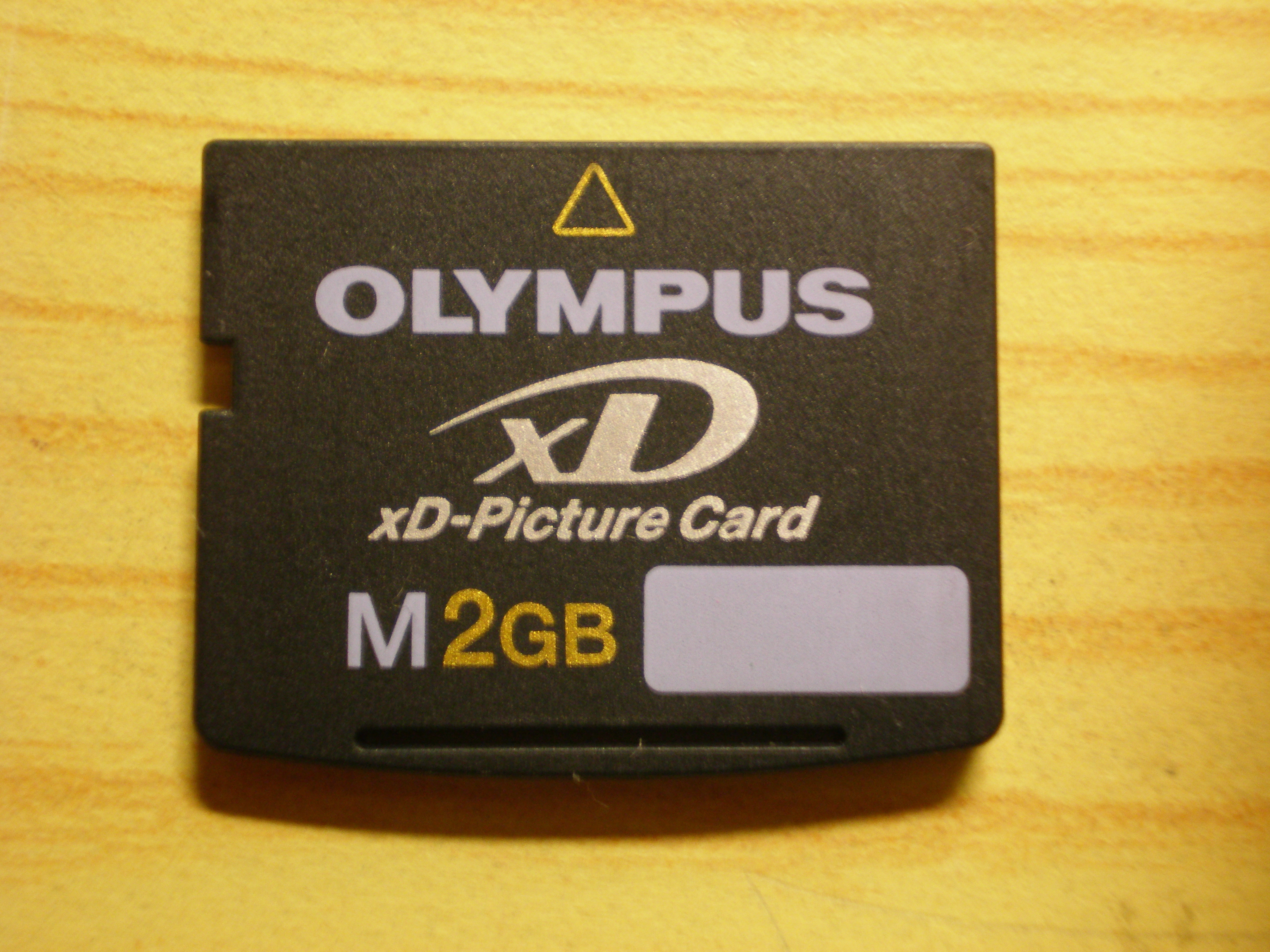
Karta xD o pojemności 2 GB

Karty typu M wykorzystują architekturę Multi Level Cell (MLC) co dawało im teoretyczną możliwość produkcji kart o pojemnościach do 8 GB. 
Karty typu M+ oferowały półtora razy większą prędkość odczytu i zapisu od kart typu M. Są kompatybilne z „efektami artystycznymi, 3D i panoramicznymi” dostępnymi w aparatach cyfrowych Olympus (w przeciwieństwie do kart typu M). Pozwalały wtedy na nagrywanie filmów najwyższej jakości aż do całkowitego zapełnienia karty, a nie jak ma to miało miejsce w typie M, jedynie 15 sekundowych kawałków. Zastąpiły one zawodne karty typu H.
Karty typu H oferowały teoretycznie trzykrotnie wyższej prędkości odczytu i zapisu od kart typu M, lecz były dostępne jedynie w pojemnościach 256 MB, 512 MB i 1 GB. Były także kompatybilne z „efektami specjalnymi” dostępnymi w aparatach cyfrowych Olympus.
Z powodu zmian w architekturze, nowsze modele typu M i H mogą być niekompatybilne z niektórymi starszymi aparatami oraz czytnikami kart.

### Tabela prędkości transferu
| Typ         | Pojemność                            | Zapis (MB/s) | Odczyt (MB/s) |
| ----------- | ------------------------------------ | ------------ | ------------- |
| Standardowe | 16 MB, 32 MB                         | 1.3          | 5             |
| Standardowe | 64 MB, 128 MB, 256 MB, 512 MB        | 3            | 5             |
| Typ M       | 256 MB, 512 MB, 1 GB, 2 GB           | 2.5          | 4             |
| Typ M+      | 1 GB, 2 GB                           | 3.75         | 6             |
| Typ H       | 256 MB, 512 MB, 1 GB (2 GB Fujifilm) | 9            | 15            |

### Zalety
- Duża wytrzymałość i odporność na zniszczenie.
- Mniejsze wymiary w porównaniu do innych formatów (choć karty Memory Stick M2 są mniejsze).
- Niski pobór mocy.
- Większa szybkość od kart starszych formatów, tj. SmartMedia (SM), MultiMedia Card (MMC) oraz Memory Stick (MS).

### Wady
- Mała maksymalna teoretyczna pojemność kart.
- Mniejsza liczba akcesoriów obsługujących te karty.
- O wiele mniejsza prędkość od głównego rywala – Secure Digital Card (SD).
- Szczegółowa specyfikacja jest własnością przedsiębiorstw Olympus oraz Fujifilm i jest niedostępna dla podmiotów zewnętrznych.
- Większa cena od kart innych formatów identycznej pojemności.
- Zdecydowanie mniejsza dostępność kart xD na rynku w porównaniu z innymi kartami, np. SD.